# François Quesnay

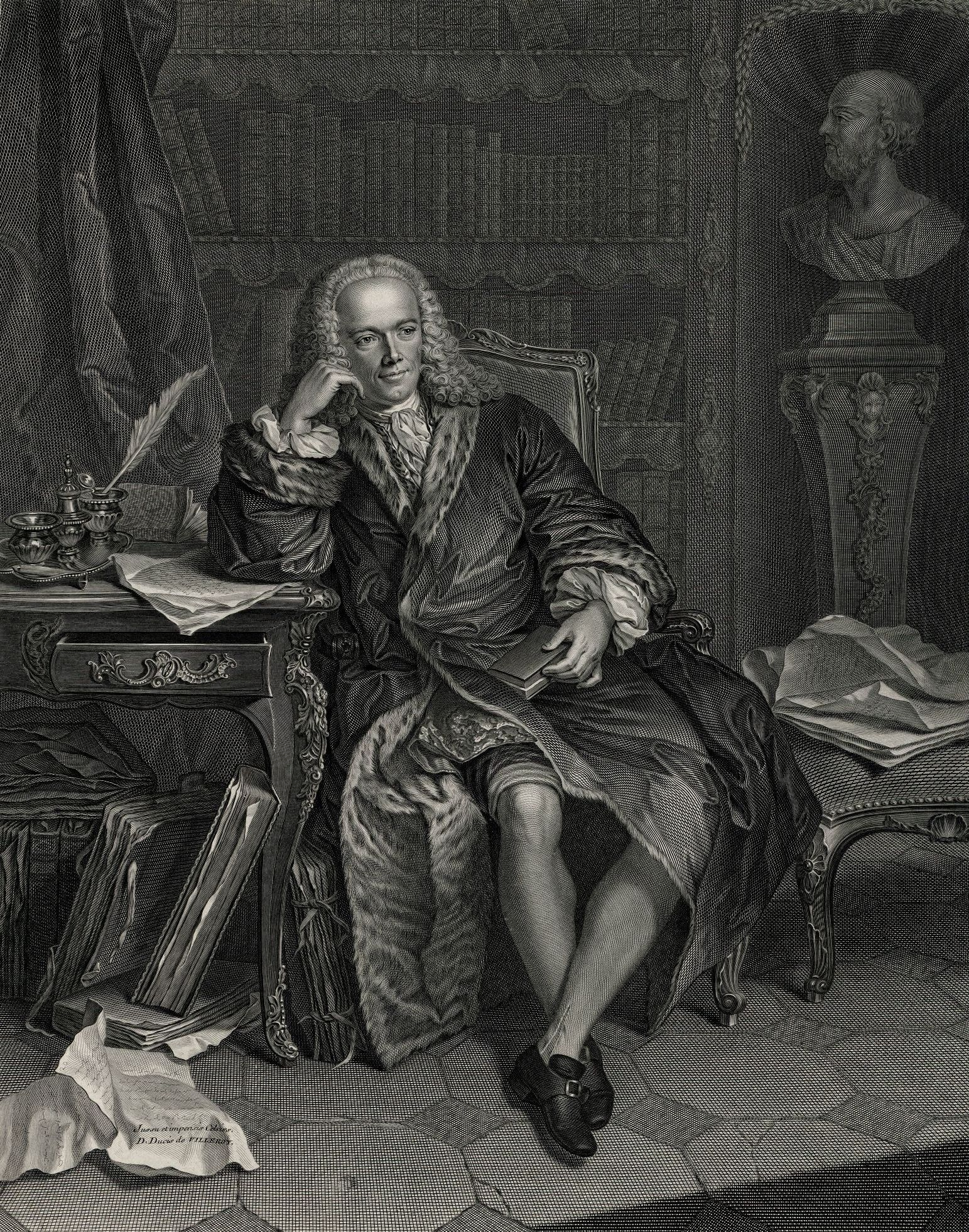
François Quesnay

François Quesnay (Méré (Île-de-France), 4 juni 1694 - Versailles, 16 december 1774) was een Franse arts en econoom.
François Quesnay studeerde in Parijs, werd daarna arts te Montes en later hofarts van Lodewijk XV. Hij raakte geïnteresseerd in economie en stond met Vincent de Gournay aan de wieg van het fysiocratisme. Volgens deze benadering zijn vooral de opbrengsten van de natuur productief (landbouw). Hij wordt ook tot de klassieken gerekend (laisser-faire et laisser-aller et le monde va de lui-même). Zijn denkbeelden beïnvloedden de Schot Adam Smith, die tijdens zijn verblijf in Zuid-Frankrijk met hem bevriend raakte.
Zijn grote verdienste was dat niet langer de handel en ruil, maar de productie als voornaamste object van studie werd beschouwd.

## Werk
- Belangrijkste werk: "Tableau Economique" (1759).